# Arno Leithold
Hermann Arno Leithold (* 18. Juni 1872 in Tettau; † 10. März 1937 ebenda) war ein sächsischer Landwirt und Politiker (DNVP).
Der Sohn von Hermann Adam Leithold besuchte zunächst die Volksschule und bewirtschaftete dann in Tettau einen Bauernhof. Daneben war er auch noch Gemeindevorstand in Tettau. Arno Leithold wurde am 29. Januar 1918 in einer aufgrund der Mandatsniederlegung von Konrad Oertel notwendigen Nachwahl im 39. ländlichen Wahlkreis für den Konservativen Landesverein in die II. Kammer des Landtags im Königreich Sachsen gewählt, der er bis zur Abschaffung der konstitutionellen Monarchie in Sachsen im November 1918 angehörte. Von 1919 bis 1926 gehörte er für die DNVP dem Sächsischen Landtag in der Weimarer Republik an.